# 白糸の滝 (徳島県)
白糸の滝（しらいとのたき）は、徳島県徳島市の眉山山麓の小沢にかかる滝。とくしま市民遺産指定。落差8m。別名は眉山の滝。

## 地理
眉山山麓の新町川に注ぐ小沢にかかる滝で、落差は8m、三段階にわけて落ちる。白糸の滝は、滝薬師の左手の参道を進んだ滝不動明王のすぐ横に懸かっている。
さだまさしの小説『眉山』に登場するが、映画でのロケ地は吉野川市の水神の滝が使われた。

## 交通
- JR徳島駅より徒歩約15分。